# 咲谷怜奈
咲谷 怜奈（さくたに れな、7月30日）は、日本の女性声優。
ゆーりんプロ所属。愛称はれな氏。

## 経歴
愛知県豊橋市出身。
名古屋ビジュアルアーツパフォーミングアーツ学科声優専攻卒業。その後ゆーりんプロ所属となった。

## 人物
- 声優を目指したきっかけとして、アニメ「BLACKLAGOON」を挙げており、レヴィを演じた豊口めぐみの演技に感銘を受けたと話している[5]。特技はゲームと硬筆。
- 趣味はおしゅしだよ！のグッズ集めや作品閲覧、様々なジャンルのゲーム（Shadowverse、原神、ApexLegends等)をすること。Shadowverseのランクマッチローテーションで複数回グランドマスターに昇格しており[6]、ApexLegendsでのランクマッチではシーズン12でマスターランクに到達している。特に好きなゲームにShadowverse、原神、ApexLegends、ヘブンバーンズレッド、ダンガンロンパシリーズ、ペーパーマリオRPGを挙げている[7]。
- 他にも、『＃コンパス 戦闘摂理解析システム』をプレイしており、初心者へ向けての動画発信等も行っている[8]。ゲームガチ勢声優である。
- 2022年には声優e-Sports部4期生として所属しており、自分の大好きな作品や多くのゲーム作品、アニメーションに出演する事が夢だと話した[9]。

## 出演

### テレビアニメ
2020年
- パズドラ(王城ガール)

2022年
- 乙女ゲー世界はモブに厳しい世界です(女子生徒)

### OAD
2023年
- マスク男子は恋したくないのに(女子生徒)

### ゲーム
2017年
- 感染×少女(九重藻屑)
- アルケミアストーリー(ルネッタ)

2018年
- クリスタルハーツ(ヤール、ジュリア、ステファニー、ハーピー、カリン)

2020年
- 蒼藍の誓い-ブルーオース(アリゾナ、カレイジャス)
- 龍の覇業(諸葛果、王元姫)
- 謀りの姫(小野小町、紫式部、刑部姫)
- 謀りの姫︰Pocket(富察皇后)

2021年
- 幻獣契約クリプトラクト(マグメル)
- カオスアカデミー(カマスティ四世、ラー、ベンヌ)
- プリンセステイル(アシュリー、ミコ、ベヒモ、ルシエン)

2022年
- 無期迷途(ペガシ)
- 逆転オセロニア(ペルルレィ)
- アリスフィクション(武田観柳斎)
- AZUREA-空の唄-(潮月)
- 蒼藍の誓い-ブルーオース(島風、伊168、ミュー)
- SweetFlag(国宝花梨)

2023年
- エーテルゲイザー(クロエ)
- ダークテイルズ〜鏡と狂い姫〜(洛嬪)
- Fragment'sNote2+(白峰司)
- サンローラン騎士団(カタリナ)
- 異世界に飛ばされたらパパになったんだが〜精霊騎士団物語〜(ベローネ)
- KARIZ-カリツの伝説-(月の精ポポ)
- ロストエデン︰神力覚醒(ソフィア、鮮紅の魔女、エリザベス)
- SweetFlag第2章(国宝花梨)
- パニシング：グレイレイヴン

2024年
- 鋼嵐 - メタルストーム(キャサリン)
- 護縁（ギナク[10]）

### ボイスコミック
2020年
- 乙女ゲー世界はモブに厳しい世界です
- どうやら私の身体は完全無敵のようですね
- 没落予定なので、鍛治職人を目指す

2021年
- クーロンズ･ボール･パレード(黒滝かりん)ヒロイン[11]

2022年
- 放置少女(劉備、夏候覇)

### ドラマCD
2020年
- ParadoxLive Stage Battle-JUSTICE-

2021年
- マスク男子は恋したくないのに

2022年
- マスク男子は恋したくないのに2

### 吹き替え
2018年
- 処刑台の獣たち（ホリーハリス）

### ナレーション
2018年
- 第三回ウェブメディアびっくりセール
- メガロス立川2018年新春キャンペーン

2019年
- パズルデコレーションシリーズ アナと雪の女王2(テレビCM)
- セブンイレブン展示会用

2020年
- アイリスオーヤマ 上から猫トイレ
- 千葉県企業局～千葉県水道局（マスコットキャラクター：ポタリちゃん役）
- アプリゲーム放置少女(姜維役 テレビCM)

2023年
- グーネットピット(Linka役)車検編、パーツ取付編、キズヘコミ編

### その他コンテンツ
2022年
- 声優e-Sports部(4期生)

2023年
- COLORLESS(秋本彩葉)
- ウェルプレイドリーグチャンネル(# コンパス初心者向け動画出演)
- さぶたまPalette(かなで)

### イベント
2017年
- 東京モーターショー(MC)
- キヤノンイベント(MC)
- 鉄道技術展
- テレビ朝日 六本木ヒルズ夏祭りSUMMER　STATION
- Interop Tokyo
- Japan IT Week 2017春 -情報セキュリティEXPO-
- Anime Japan 2017
- SECURITY SHOW
- バッテリーガール
- スーパーマーケット・トレードショー